# Joseph Martin Kraus

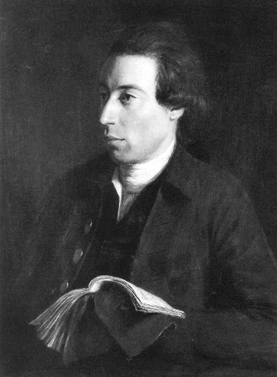
Joseph Martin Kraus. Olieverf op doek, eerder toegeschreven aan Anton Graff (1736-1813), tegenwoordig aan Per Krafft (1724-1793). Origineel in Kungliga Musikaliska Akademien, Stockholm.

Joseph Martin Kraus (Miltenberg am Main, 20 juni 1756 - Stockholm, 15 december 1792) was een Duitse componist en hofkapelmeester van Gustaaf III in Stockholm, ook wel de 'Zweedse Mozart' genoemd. In het Bezirksmuseum Buchen in de Duitse deelstaat Baden-Württemberg is een collectie aan hem gewijd.

## Levensloop
Als zoon van de ambtenaar Joseph Bernhard Kraus (1724-1810) en Anna Dorothea Schmidt (1733-1804) legde Joseph Martin Kraus (roepnaam Joseph) op jonge leeftijd reeds een muzikale begaafdheid aan de dag, die door rector Georg Pfister (1730-1807) en cantor Bernhard Franz Wendler (1702-1782) op het gymnasium in zijn woonplaats Buchen (Odenwald) verder werd aangemoedigd. Zijn vader was daar Amtskeller voor het keurvorstelijk hof van Mainz. Het Bezirksmuseum Buchen wijdt sinds 1992 een collectie aan hem.

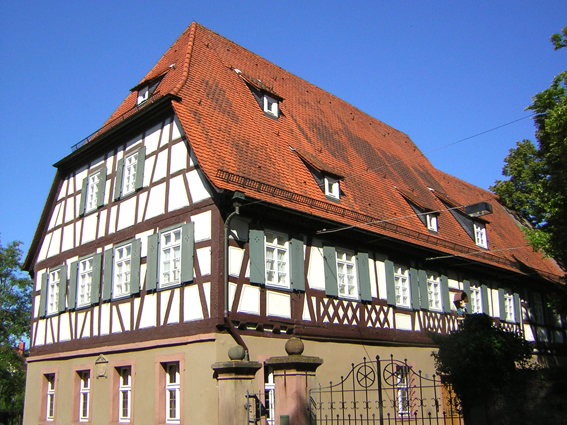
Voormalige Amtskellerei in Buchen, Odenwald. Kraus componeerde er o.a. zijn Requiem en oratorium Der Tod Jesu.

### Mannheim
In 1768 zette Kraus zijn opleiding voort in Mannheim aan het Jezuïetengymnasium. Kraus kreeg muziekonderricht van onder anderen de paters Alexander Keck en Anton Klein, die zich Kraus later nog herinnerde: ‘Hij onderscheidde zichzelf van zijn medescholieren. Hij had een goed geheugen, natuurlijke scherpzinnigheid, en al in een vroeg stadium uitte zich gezonde beoordelingskracht en gevoel voor esthetiek. Daarbij bezat hij waarlijk het gemoed van een engel…’ Kraus schijnt in het bezit te zijn geweest van een prachtige jongenssopraan, die hem in 1770 een van de hoofdrollen (Selimus) opleverde in het treurspel Das Triumphirende Christenthum im Grosmogolischen Kaiserthume op tekst van Klein. Daarnaast was hij begaafd in het vioolspel, waarin hij waarschijnlijk door leden van de hofkapel werd onderwezen.

### Mainz en Erfurt

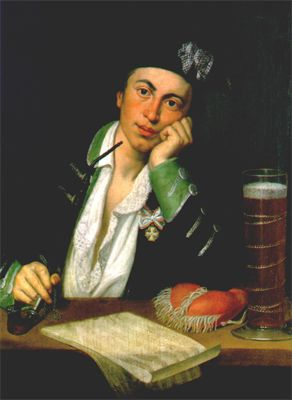
Joseph Martin Kraus als student in Erfurt (1775).

Kraus vertrok in 1773 naar Mainz om zich - in het verlengde van zijn gymnasiumopleiding - te verdiepen in de filosofie. De opheffing van de Jezuïetenorde (in 1773) was ook aan de universiteit merkbaar, wat Kraus verwerkte in zijn satirisch geschrift Wie der in den letzten Zügen liegenden sogenannten Mainzer Universität noch aufzuhelfen sei und wie? (gedateerd 1 april 1776). Kraus wijdde zich inmiddels aan de literatuur, getuige zijn Versuch von Schäfersgedichte (verdwenen) (Mainz 1773). Nog datzelfde jaar verwisselde hij de universiteit van Mainz voor die van Erfurt om er rechten te gaan studeren, de uitdrukkelijke wens van zijn vader, die in zijn oudste zoon zijn opvolger als ambtenaar zag. In Erfurt bestond een dynamisch muziekleven, ook onder de studenten; wellicht een van de belangrijkste redenen voor Kraus om voor die stad te kiezen. Naast zijn rechtenstudie stak hij veel tijd in de muziek: zeer waarschijnlijk heeft Kraus compositielessen genomen bij Johann Christian Kittel, oud-leerling van Johann Sebastian Bach. Later zou hij beweren in Erfurt pas echt hebben geleerd te componeren. In november 1775 werd Kraus teruggeroepen naar Buchen, omdat zijn vader verdacht werd van corruptie en er een proces tegen hem was aangespannen. Doordat vader Kraus op non-actief was gesteld, had het gezin weinig inkomsten en kon Joseph de periode dat het proces liep niet terug naar de universiteit. Hij doodde daarom de tijd met het africhten van honden en begon daarnaast te componeren: voor de St. Oswaldkerk in Buchen schreef hij onder andere een Te Deum, de oratoria Die Geburt Jesu (verdwenen) en Der Tod Jesu en het motet Fracto demum sacramento. Tevens schreef hij Tolon, een politiek getint treurspel in drie bedrijven dat de kenmerken draagt van de literaire Sturm und Drang; feitelijk de neerslag rondom het proces van zijn vader.

### Göttingen
Een jaar later mocht Kraus zijn studie hervatten. Dat deed hij nu in Göttingen, destijds een centrum van literair onweer vanwege een groep jonge dichters, geassocieerd met de literaire Sturm und Drang-beweging, die zich de Göttinger Hainbund noemde. Hoewel de Hainbund in 1773 was opgeheven, sloot Kraus' gedachtegoed aan bij dat van deze groep met een buitengewone verering voor Friedrich Gottlieb Klopstock. Kraus besteedde steeds minder tijd aan zijn rechtenstudie en wijdde zich aan de schone kunsten. Op dat moment twijfelde hij nog of hij zou kiezen voor de muziek of de dichtkunst. In Göttingen ontstond het traktaat Etwas von und über Musik fürs Jahr 1777 (Frankfurt am Main 1778), een kritisch geschrift over onder andere de opera Alceste van Christoph Martin Wieland en Anton Schweizer. In Göttingen componeerde Kraus zijn eerste strijkkwartetten en leerde hij de Zweed Carl Stridsberg kennen. Vanwege de gang van zaken rond het proces van zijn vader voelde Kraus er weinig voor in Duitsland te blijven. Hij vatte het plan op om kapelmeester te worden aan het hof van koning Gustaaf III van Zweden. In april 1778 verliet hij Göttingen en arriveerde drie maanden later in Stockholm.

### Stockholm
In Stockholm lukte het Kraus niet meteen om op artistiek gebied voet aan de grond te krijgen en leefde hij in bittere armoede. Pas drie jaar later, na de opvoering van zijn opera Proserpin voor Gustaaf III, kreeg Kraus zijn aanstelling als tweede kapelmeester. Op kosten van de koning ondernam Kraus in 1782 een reis door Europa met als doel het in kaart brengen van de diverse theaters. De reis van een jaar, die uiteindelijk vier jaar zou duren, voerde hem langs de belangrijkste muzieksteden van Europa: Berlijn, Dresden, Wenen, Venetië, Bologna, Rome, Napels, Parijs en Londen, waar Kraus vanuit Parijs in 1785 de gedenkfestiviteiten rond Georg Friedrich Händel bezocht. Tijdens de reis ontmoette hij onder anderen zijn idool Christoph Willibald Gluck, Joseph Haydn, Johann Georg Albrechtsberger, Padre Martini (die erop stond zijn portret te laten schilderen door Antonio Pomarolli), keizer Jozef II, en ging hij op audiëntie bij paus Pius VI. Intriges aan het hof in Stockholm bemoeilijkten zijn terugkeer en tegen zijn zin bleef hij - berooid - in Parijs. Toen Kraus in 1786 in Stockholm arriveerde, trof hij er Georg Joseph (Abbé) Vogler als kapelmeester. 
In 1787 werd Kraus benoemd tot Ordinarie Capellmästere en lid van de Kungliga Musikaliska Akademien. Naast het componeren van nieuwe muziek behoorde de reorganisatie van het muziek- en theaterwezen in Stockholm tot zijn belangrijkste taken. Componisten die lessen hebben gevolgd bij Kraus zijn Paul Wranitzky (1756-1808), Pehr Frigel (1750-1842) en Johan Wikmanson (1753-1800). 

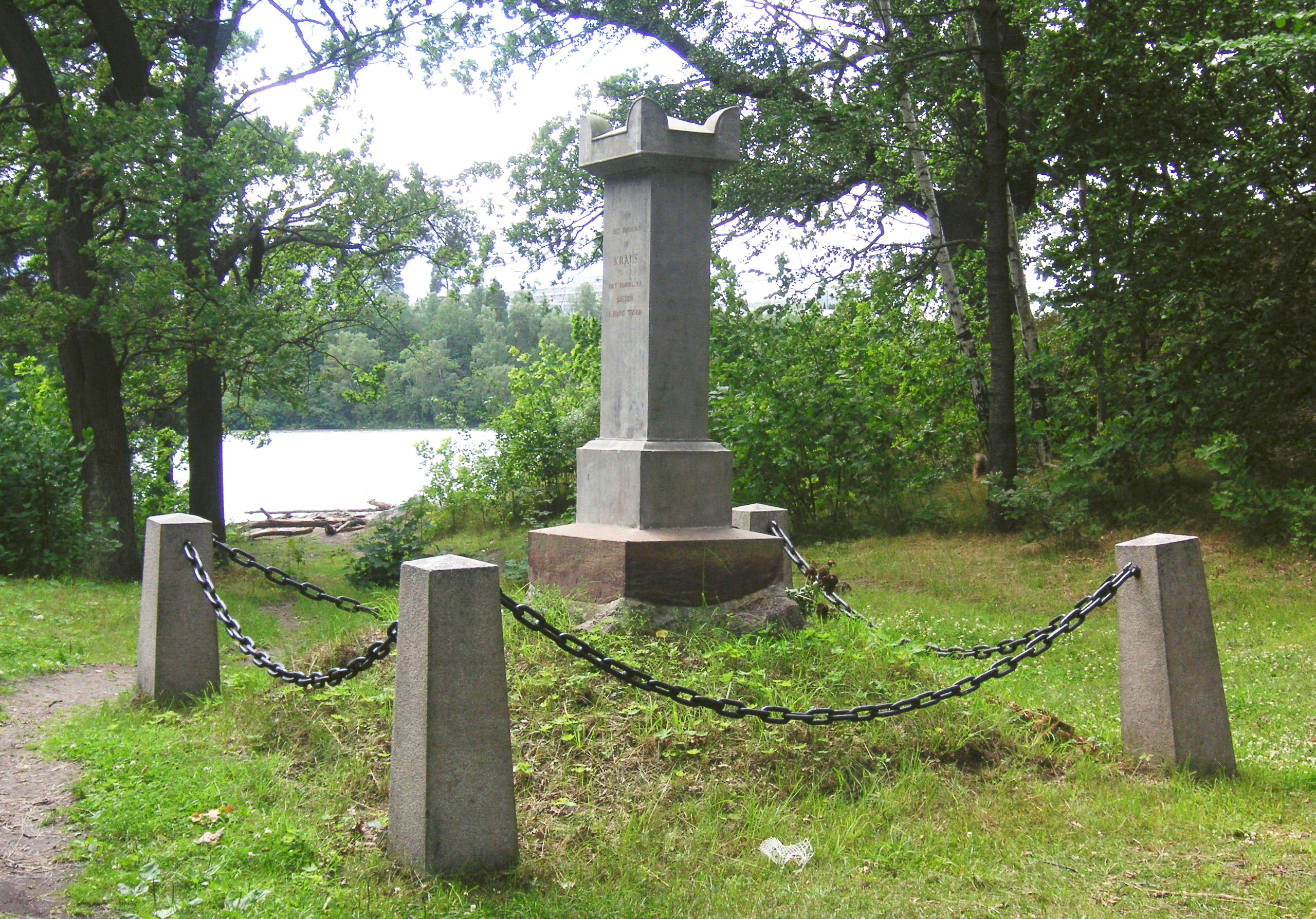
Kraus' grafmonument op Tivoliludden, Bergshamra.

Op 16 maart 1792 werd koning Gustaaf III tijdens een gemaskerd bal in de opera in Stockholm neergeschoten; enkele weken later bezweek hij aan de opgelopen verwondingen. Voor de begrafenisplechtigheden in de Riddarholmskyrkan componeerde Kraus een Symphonie funèbre en een begrafeniscantate. De organisatorische verantwoordelijkheden en de emotionele schok van de koningsmoord vergden van Kraus, die al sinds zijn studententijd leed aan tuberculose, veel energie, wat hem zichtbaar afmatte. Nog geen jaar later, op 15 december 1792, overleed hij aan de gevolgen van zijn ziekte. Zijn begrafenis vond plaats bij fakkellicht, waarbij de kist over de bevroren rivier Brunnsviken werd gedragen naar een schiereiland op het kroongoed Bergshamra van Kraus' goede vriend graaf Nils Bark, waar hij graag kwam om te wandelen. De Zweedse tekst op zijn grafmonument luidt als volgt: 'Här det jordiska af Kraus, det himmelska levfer i hans toner', dat wil zeggen: ‘Hier het aardse van Kraus, het hemelse leeft in zijn tonen'.

## Werken (selectie)

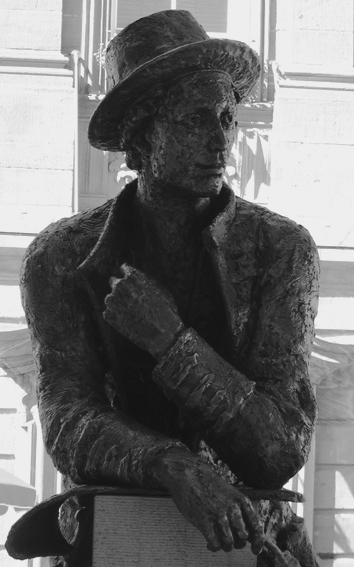
Standbeeld van Joseph Martin Kraus voor zijn geboortehuis op de Marktplatz in Miltenberg am Main.

### Geestelijk
- Requiem in d-klein (1775) VB 1
- Te Deum in D-groot (1776) VB 6
- Motet Stella coeli in C-groot (1783) VB 10
- Koor In te Domine speravi in Es-groot (1785-86) VB 11
- Oratorium Der Tod Jesu (1776) VB 17

### Opera’s
- Azire (1778) VB 18 (verdwenen)
- Proserpin (1781) VB 19
- Soliman II, eller De tre Sultaninnorna (1788) VB 22
- Aeneas i Cartago, eller Dido och Aeneas (1781-1791) VB 23

### Cantates
- Zum Geburtstage des Königs (1782) VB 41
- Begravningskantat (1792) VB 42
- La Scusa (1777) VB 43
- La Pesca (1779) VB 44
- Den frid ett menlöst hjerta njuter (1782) VB 45
- La Gelosia (1780) VB 46
- La Primavera (1790) VB 47

### Concertaria’s
- Non più fra sassi algosi in E-groot (1780) VB 48
- In te spero, o sposa amata in Bes-groot (1782) VB 49
- T’intendo, si mio cor in Es-groot (1781) VB 50
- Conservati fedele in G-groot (1782) VB 51
- Ch’io parta? M’accheto in F-groot (1787) VB 61

### Liederen
- Schweizerrundgesang in F-groot (1788) VB 72
- An – als ihm die – starb in Es-groot (1783) VB 74
- An die Quelle in Es-groot (1783) VB 75
- An den Wind in Bes-groot (1788) VB 80
- Ich bin ein deutscher Jüngling in C-groot (1783) VB 81
- Phidile in C-groot (1783) VB 84
- Das Rosenband in A-groot (1786) VB 85
- An mein Mädchen in Bes-groot (1783) VB 87
- Ein Wiegenlied in G-groot (1783) VB 96
- Depuis longtemps in G-groot (1786) VB 98
- Point de tristesse in A-groot (1786) VB 101
- Aan de lente in G-groot (1786) VB 103
- Conservati fedele in F-groot (1788) VB 104
- Ti sento sospiri in G-groot (1788) VB 108
- Bröder, se bålen in G-groot (1789) VB 109
- Mina Herrar, när ni skrinna in A-groot (1787) VB 114
- Öfver Mozarts död in Es-groot (1792) VB 115

### Symfonieën
- Symfonie in C-groot (1780) VB 138 ‘Violino obligato’
- Symfonie in C-groot (1781) VB 139
- Symfonie in cis-klein (1782) VB 140
- Symfonie in c-klein (1783) VB 142
- Symfonie in Es-groot (1783) VB 144
- Symfonie in F-groot (1786) VB 145
- Symfonie in D-groot (1789) VB 146 ‘Sinfonia per la chiesa’
- Symfonie in c-klein (1792) VB 148 ‘Symphonie funèbre’

### Sonates
- Vioolsonate scordatura in d-klein (1777) VB 157
- Sonate voor fluit en altviool (1778) VB 158
- Vioolsonate in D-groot (1782) VB 159
- Vioolsonate in C-groot (1782) VB 160
- Vioolsonate in Es-groot (1785) VB 161
- Klaviersonate in Es-groot (1784) VB 195
- Klaviersonate in E-groot (1788) VB 196

### Strijkkwartetten
- Strijkkwartet in f-klein (1779) VB 178
- Strijkkwartet in c-klein (1780) VB 179
- Strijkkwartet in g-klein (1782) VB 183
- Strijkkwartet in D-groot (1782) VB 184
- Strijkkwartet in A-groot (1782) VB 185
- Strijkkwartet in G-groot op. 1,6 VB 187, „Schts kwartet“

### Overig
- Etwas von und über Musik fürs Jahr 1777, Frankfurt am Mayn bei den Eichenbergschen Erben, 1778

## Citaten
- ‘Ik bezit een van zijn symfonieën, die ik als herinnering aan een van de grootste genieën die ik gekend heb, bewaar. Ik heb van hem alleen dit werk, maar ik weet dat hij nog meer voortreffelijks heeft geschreven.’
  - Joseph Haydn over de Symfonie in c-klein aan Fredrik Samuel Silverstolpe.

- ‘Goddelijke Kraus! Ik heb een begrafenismuziek gehoord, die slechts een enkele fout bevatte: zij was zo mooi, dat ik omwille daarvan, zolang zij klonk, niet aan de begrafenis zelf dacht, en niet aan diegene, die begraven werd. Vergeef me hiervoor, schaduw van mijn koning! U zelf heeft Kraus hierheen gehaald – nu ziet u de gevolgen.’
  - Carl Jonas Love Almqvist in Drottningens juvelsmycke (1834) over de Symfonie funèbre en de begrafeniscantate (1792).